# Anita Briem
Anita Briem (Reykjavik, 29 de maio de 1982), é uma atriz islandesa mais conhecida por sua participação na série inglesa The Tudors, no papel da personagem Jane Seymour, e por sua participação no filme Jornada ao Centro da Terra - O Filme, no papel da personagem "Hannah Ásgeirsson".
Anita começou a atuar aos nove anos de idade, no Teatro Nacional da Islândia. Em 2004, ela se formou na Academia Real de Artes Dramáticas em Londres.

## Carreira
Briem estrelou Jornada ao Centro da Terra como protagonista feminina de ação, e também teve papéis importantes nos filmes Dylan Dog: Dead of Night (2011) e Elevator (2011).
Ela apareceu na segunda temporada de The Tudors, representando a terceira rainha do rei Henrique VIII, Jane Seymour;  ela foi substituída na terceira temporada depois que o programa não conseguiu trabalhar com datas conflitantes com a New Line Cinema sobre seu compromisso anterior com a estréia e pressionou por Jornada ao Centro da Terra.

## Filmografia

### Trabalhos na TV
| Ano  | Título                      | Papel         |
| ---- | --------------------------- | ------------- |
| 2004 | Doctors                     | Anneka Marsh  |
| 2005 | Doctor Who                  | Sally         |
| 2006 | The Evidence                | Emily Stevens |
| 2008 | The Tudors                  | Jane Seymour  |
| 2008 | Up Close with Carrie Keagan | Anita Briem   |

### Trabalhos no cinema
| Ano  | Título                                                      | Papel             |
| ---- | ----------------------------------------------------------- | ----------------- |
| 2005 | La Monja                                                    | Eva               |
| 2006 | Köld slóð                                                   | Elín              |
| 2008 | Viagem ao Centro da Terra - O Filme                         | Hannah Ásgeirsson |
| 2009 | The Stoyteller                                              | Nicole            |
| 2011 | Dylan Dog:Dead of Night (Dylan Dog e as criaturas da noite) | Elizabeth         |
| 2011 | Elevador (filme de 2011)                                    | Celine Fouguet    |
| 2012 | You, Me & The Circus                                        | Bo                |
| 2015 | Queen of Hearts                                             | Claire            |
| 2016 | Salt and Fire                                               | Flight Attendant  |